# Marie Kettnerová
Marie Kettnerová (née le 4 avril 1911 à Prague et morte le 28 février 1998 à Londres) est une pongiste tchèque. 
Elle a remporté à deux reprises le titre de championne du monde de tennis de table en 1934 et 1935, ainsi que le titre en double en 1936, sous les couleurs de la Tchécoslovaquie.
Elle a été inscrite sur le hall of fame du tennis de table en 1993.